# 車布登班珠爾
車布登班珠爾（?—?），喀尔喀蒙古车臣汗部人，博尔济吉特氏。清朝第六代车臣汗。车臣汗乌默客之孙，车臣汗衮臣长子。
雍正六年（1728年）衮臣去世，长子車布登班珠爾袭封车臣汗。雍正十一年（1733年）車布登班珠爾作为车臣汗部的首领，不甚尽职，被雍正帝免去车臣汗之位。雍正帝任命乌默客的堂弟札萨克多罗郡王垂扎布为车臣汗。雍正十三年（1735年），垂扎布去世，車布登班珠爾的弟弟达玛璘袭封车臣汗。